# Valentin Atanasov
Valentin Atanasov (Bulgaria, 7 de mayo de 1961) es un atleta búlgaro retirado especializado en la prueba de 60 m, en la que consiguió ser subcampeón europeo en pista cubierta en 1982.

## Carrera deportiva
En el Campeonato Europeo de Atletismo en Pista Cubierta de 1982 ganó la medalla de plata en los 60 metros, con un tiempo de 6.62 segundos, tras el polaco Marian Woronin (oro con 6.61 segundos).
Al año siguiente, en el Campeonato Europeo de Atletismo en Pista Cubierta de 1983 ganó la medalla de bronce en los 60 metros, con un tiempo de 6.66 segundos, tras el italiano Stefano Tilli y el alemán Christian Haas (plata con 6.64 segundos).
Cinco años después, en el Campeonato Europeo de Atletismo en Pista Cubierta de 1988 volvió a ganar la medalla de bronce en los 60 metros, con un tiempo de 6.60 segundos, tras el británico Linford Christie y el belga Ronald Desruelles  (plata con 6.60 segundos).